# Ouilly-le-Tesson
Ouilly-le-Tesson är en kommun i departementet Calvados i regionen Normandie i norra Frankrike. Kommunen ligger i kantonen Bretteville-sur-Laize som ligger i arrondissementet Caen. År 2022 hade Ouilly-le-Tesson 561 invånare.

## Befolkningsutveckling
Antalet invånare i kommunen Ouilly-le-Tesson
Referens:INSEE